# Statu Quo (firmano)
Lo Statu Quo è un firmano emanato dalla Sublime porta l'8 febbraio 1852 (a conferma di un precedente firmano del 1767) che regola i diritti di proprietà e di accesso delle comunità cristiane all'interno di tre santuari di Terra santa: 
1. Santo Sepolcro a Gerusalemme,
2. Tomba di Maria a Gerusalemme
3. Basilica della Natività a Betlemme.

Il decreto entra nei dettagli in merito agli spazi, agli orari e ai tempi delle funzioni, agli spostamenti, ai percorsi e al modo di realizzarli.

## Storia
L'odierna validità giuridica dello Statu Quo è garantita dal Trattato di Berlino del 1878, che ne proclama l'inviolabilità all'articolo 62 nonché, caduto l'Impero ottomano, inizialmente dalle decisioni del Mandato britannico della Palestina e successivamente dall'Accordo Fondamentale siglato nel 1993 tra Israele e Santa Sede, in cui Israele si impegna a far osservare il regime giuridico dello Statu Quo. Nel 2000, la Santa Sede e l'OLP hanno siglato un accordo analogo.
Tale situazione oggi è considerata un dato di fatto acquisito. Per questo, ogni cambiamento deve essere preso di comune accordo, senza alcun intervento esterno, sia esso di carattere politico o civile.
Così è stato per i lavori di ristrutturazione di metà 1900, a causa delle precarie condizioni statiche della Basilica del Santo Sepolcro.
Le comunità cristiane nel Santo Sepolcro, oltre ai Latini (rappresentati secondo lo Statu Quo dall'Ordine francescano), sono gli ortodossi Greci, gli Armeni, i Copti, i Siri e gli Etiopi.
Nessuna delle comunità controlla l'ingresso principale.
Nel 1192, Saladino assegnò tale responsabilità a due famiglie musulmane del vicinato.
Ai Ghudayya (Joudeh) fu affidata la chiave mentre i Nusayba (Nusseibeh), che erano custodi della chiesa sin dai tempi del Califfo Omar nel 637, conservarono la posizione di custodi della porta. 
Questa sistemazione è rimasta immutata fino a oggi: due volte ogni giorno, un membro della famiglia Joudeh porta la chiave alla porta, che è chiusa e aperta da un Nusseibeh.